# Pailhès, Ariège

Pailhès este o comună în departamentul Ariège din sudul Franței. În 1 ianuarie 2022 avea o populație de 511 de locuitori.